# Cyclone Mountain
Cyclone Mountain är ett berg i Kanada.   Det ligger i provinsen Alberta, i den centrala delen av landet, 3 000 km väster om huvudstaden Ottawa. Toppen på Cyclone Mountain är 3 012 meter över havet, eller 191 meter över den omgivande terrängen. Bredden vid basen är 1,8 km. Cyclone Mountain ingår i The Three Brothers.
Terrängen runt Cyclone Mountain är bergig åt nordväst, men åt sydost är den kuperad.Trakten runt Cyclone Mountain är nära nog obefolkad, med mindre än två invånare per kvadratkilometer.. Närmaste större samhälle är Lake Louise, 17,6 km söder om Cyclone Mountain. 
Trakten runt Cyclone Mountain består i huvudsak av gräsmarker.